# أنطونيو ريفيرا كابيزاس
أنطونيو ريفيرا كابيزاس (بالإسبانية: Antonio Rivera Cabezas)‏ (و. 1785 – 1851 م) هو سياسي كوستاريكي، ولد في غواتيمالا العاصمة، توفي في غواتيمالا العاصمة، عن عمر يناهز 66 عاماً.